# Белокуров, Олег Георгиевич
Оле́г Гео́ргиевич Белоку́ров (1930—2002) — советский учёный, работал в Институте акушерства и гинекологии имени Отта. Занимался разработкой искусственной матки, проводил на ней исследования обмена веществ между матерью и зародышем, получил несколько авторских свидетельств. Нумизмат.

## Биография
Белокуров родился в деревне Ганьки Устюженского района Вологодской области. Окончил химический факультет ЛГУ. Там и увлекся наукой: под руководством академиков Б. П. Никольского и М. М. Шульца изучал электрохимию стекла, участвовал в создании стеклянных электродов.
С 1965 года работал в институте акушерства и гинекологии имени Д. О. Отта, где создал устройство для компрессии и декомпрессии частей тела, а также установку для двусторонней перфузии изолированной плаценты человека позволившей изучать транспортную функцию плаценты. В 1978 году защитил кандидатскую диссертацию в этой области.
Из института Отта Белокуров был уволен по сокращению штатов. Установка для перфузии плаценты, названная изобретателем «Божена» (он имел на неё авторское свидетельство № 553765 на «Устройство для моделирования процессов плодоношения», опубликованное 30 ноября 1979 года), принесла Белокурову несколько скандальную известность как чудака, изобретавшего машину деторождения и, таким образом, посягавшего на божественные прерогативы. Устройство Белокурова было признано уникальным и авторское вознаграждение, несмотря на отсутствие серийного производства, составило несколько тысяч рублей. Белокурова всё чаще вспоминают без иронии — в связи с сообщениями об удачных экспериментах по моделированию вынашивания плода, проводимых в других странах.
Вернувшись на свою малую родину, стал фермером, купив ферму в деревне Игумново Устюженского района. Вывел новую породу северных мохнатых коз под названием «Оношка», или «Оно». В интервью вологодской газете «Зеркало» он рассказывал: «Прекрасное белоснежное Оно громадных размеров, с царственной осанкой, внушительными рогами, раскиданными по сторонам на полметра, меховым выменем спокойно себя чувствует в почти 30-градусный мороз. Оно всем видом намекает на то, что является прекрасным козлом, но в то же время доится так, как не доятся обычные вологодские козы».
Был дипломированным физикохимиком, имел 63 научные публикации и был автором 17 изобретений.

## Нумизматика
Имеет ряд публикаций по нумизматике и бонистике. По отзыву М. М. Глейзера в СССР и России лучшим пособием по определению сохранности денежных знаков была книга Белокурова «Определитель состояния монет и банкнот» (Л., 1990). Автор определил десять степеней сохранности монет и банкнот и описал характерные признаки каждой из них.

## Работы
- Белокуров О. Г. К методике определения концентрации ионов хлора в растворах с помощью автоматического титрования // Лабораторное дело. — М.: Медицина, 1970. — № 9. — С. 554—556.
- Василевская Н. Л., Жахова З. Н., Белокуров О. Г., Голумб С. Б. Пути изучения функционального состояния плаценты человека // Вестник Академии медицинских наук СССР. — 1972. — № 11. — С. 30—37.
- Белокуров О. Г., Голумб С. Б., Никитина И. И. Перенос мочевины и аминокислот изолированной плацентой человека // Бюллетень экспериментальной биологии и медицины. — 1976. — № 4. — С. 394—397.
- Белокуров О. Г. Определитель состояния монет и банкнот. — Л.: Ленинградская панорама, 1990. — 35 с. — ISBN 5-1745769.